# Список українських мовознавців

## А
- Адріанова-Перетц Варвара Павлівна (1888, Ніжин — 1972, Ленінград) — український і російський літературознавець, фольклорист, мовознавець, текстолог, бібліограф, член-кореспондент АН УРСР (1926) і АН СРСР (1943).
- Акуленко Валерій Вікторович (1925, Харків — 2007) — доктор філологічних наук (1973), професор (1974), член-кореспондент АН УРСР (1988), заслужений діяч науки і техніки України (1998).
- Андерш Йосип Фрідріхович (1939, Розалівка) — український мовознавець, доктор філологічних наук (1987).
- Аниченко Володимир Васильович (1924) — білоруський мовознавець, доктор філологічних наук (1970), професор (1971), дослідник білорусько-українських мовних зв'язків.
- Антоненко-Давидович Борис Дмитрович (1899, Ромни — 1984, Київ) — український письменник, перекладач, автор книжки «Як ми говоримо».
- Арват Нінель Миколаївна (1928, Саратов) — український мовознавець, доктор філологічних наук (1978), професор (1980).
- Арват Федір Степанович (1928, Олександрівка — 1999, Ніжин) — український мовознавець, педагог, кандидат філологічних наук (1964), професор (1989), академік Академії педагогічних наук України (1992).
- Афанасьєв-Чужбинський Олександр Степанович (1817, Ісківці — 1875, Петербург) — український письменник, етнограф, мовознавець.

## Б
- Багмут Алла Йосипівна (1929, Харків — 2008) — український мовознавець, славіст, доктор філологічних наук (1980).
- Багмут Йосип Адріанович (1905–1968) — український мовознавець, перекладач, кандидат філологічних наук (1953).
- Балецький Еміль Дмитрович (1919–1981, Будапешт) — український і угорський мовознавець.
- Біла Олександра Сергіївна (1934, Берилівка — 1996, Будапешт) — український мовознавець, доктор філологічних наук (1986), професор (1987).
- Білецький Андрій Олександрович (1911, Харків — 1995, Буча) — український мовознавець, доктор філологічних наук (1952), професор (1953).
- Білецький-Носенко Павло Павлович (1774, Прилуки — 1856) — український письменник, перекладач, мовознавець, етнограф.
- Бойко Володимир Іванович (1902–1937) — український мовознавець.
- Бузук Петро Опанасович (1891 — 1937) — український і білоруський мовознавець, доктор філологічних наук (1924).
- Букатевич Назарій Іванович (1884, Любомль — 1984, Одеса) — український мовознавець, кандидат філологічних наук (1943), професор (1960).
- Булаховський Леонід Арсенійович (1888, Харків — 1961, Київ) — український мовознавець, академік АН УРСР (1939), член-кореспондент АН СРСР (1946), заслужений діяч науки (1941).
- Бунганич Петро Петрович (1918–1996?) — український мовознавець у Словаччині, доктор філології.
- Бурячок Андрій Андрійович (1925) — український мовознавець, доктор філологічних наук (1984).
- Бучко Дмитро Григорович (1937 — 2014) — український мовознавець, доктор філологічних наук (1993).

## В
- Василевський Степан (1900 — 1937) — український мовознавець, керівник словникового відділу Інституту мовознавства АН УРСР (від 1932).
- Варченко Іван Олексійович (1921—2001) — український мовознавець, кандидат філологічних наук, старший науковий співробітник, працівник відділу діалектології Інституту української мови НАН України.
- Вихованець Іван Романович (1935) — український мовознавець, доктор філологічних наук (1984), професор (1989), член-кореспондент HAH України (1992).

## Г
- Городенська Катерина Григорівна (1948) — український мовознавець, фахівець із граматики, доктор філологічних наук (1991), професор (1993).

## Є
- Єрмоленко Світлана Яківна (1937) — український мовознавець, доктор філологічних наук (1984), професор (1990).

## К
- Калашник Володимир Семенович (1936) — український мовознавець, доктор філологічних наук (1992), професор (1994), академік АН ВШ України.
- Колоїз Жанна Василівна (1969) — український мовознавець, доктор філологічних наук (2007), професор, завідувач кафедри української мови Криворізького державного педагогічного університету.

## Л
- Лучик Василь Вікторович (1954) — український мовознавець, доктор філологічних наук, професор, завідувач кафедри загального і слов'янського мовознавства Національного університету «Києво-Могилянська академія».

## Н
- Німчук Василь Васильович (1933—2017) — український мовознавець, завідувач відділу історії та граматики Інституту української мови Національної академії наук України, член-кореспондент НАН України.

## П
- Пріцак Омелян Йосипович (1919—2006) — український і американський мовознавець.
- Прокопова Лариса Іванівна (1925) — український мовознавець, доктор філологічних наук (1973), професор (1975).
- Пустовіт Любов Омелянівна (1949—1999) — український мовознавець, доктор філологічних наук (1993), професор (1997).
- Потебня Олександр Опанасович (1835—1891) — український мовознавець, філософ, фольклорист, етнограф, літературознавець, педагог, громадський діяч, член-кореспондент Петербурзької АН.
- Пономарів Олександр Данилович (1935—2020)  — український мовознавець, публіцист, перекладач; доктор філологічних наук і професор катедри мови і стилістики Інституту журналістики Київського національного університету ім. Тараса Шевченка

## Р
- Розов Володимир Олексійович (1876, Київ — 1940, Загреб) — український мовознавець.
- Розумний Ярослав Григорович (1925) — український мовознавець і літературознавець у Канаді, доктор філософії (1968).
- Руберовський Микола Олексійович (1845–1915, Саратов) — український філолог.
- Рудницький Євген — український мовознавець, співробітник Інституту мовознавства АН УРСР.
- Рудницький Ярослав-Богдан (1910, Перемишль — 1995, Монреаль) — український мовознавець, літературознавець, фольклорист, громадський діяч у Канаді, доктор філософії (1937).
- Русанівський Віталій Макарович — український мовознавець, академік АН УРСР (1982).

## С
- Сербенська Олександра Антонівна (1935) — український мовознавець, доктор філологічних наук, професор.

## Ч
- Чабаненко Віктор Антонович (1937) — український мовознавець, перекладач, поет, доктор філологічних наук (1984), професор (1987).
- Чак Євгенія Давидівна (1923–2001) — український мовознавець.
- Чапля Іван Кирилович (1903–1972) — український мовознавець, літературознавець, доктор філологічних наук (1966), професор (1968).
- Чередниченко Іван Григорович (1898–1968) — український мовознавець, доктор філологічних наук (1963), професор (1960).
- Чучка Павло Павлович (1928, Баранинці) — український мовознавець, доктор філологічних наук (1971), професор (1971), заслужений діяч науки і техніки України (1993).

## Т
- Тищенко Костянтин Миколайович (1942,  Глухів Сумської області) — український мовознавець, педагог, перекладач, доктор філологічних наук (1992), професор (1995)

## У
- Ужченко Віктор Дмитрович (1935—2010) — український мовознавець, доктор філологічних наук (1994), професор, засновник Луганської фразеологічної наукової школи.

## Ф
- Фаріон Ірина Дмитрівна (1964 - 2024) — український мовознавець, доктор філологічних наук, професор НУ «Львівська політехніка».

## Ш
- Шевельов Юрій Володимирович (псевдоніми Юрій Шерех, Гр. Шевчук; 1908–2002, Нью-Йорк) — славіст-мовознавець, історик української літератури, літературний і театральний критик
- Широков Володимир Анатолійович (1948) — український мовознавець, член-кореспондент Національної академії наук (2006), доктор технічних наук (1999), кандидат фізико-математичних наук (1979), лауреат Державної премії України в галузі науки і техніки.
- Шульжук Каленик Федорович (1940—2010) — український мовознавець, доктор філологічних наук, професор, академік АН вищої школи України.

Шепель
Юрій Олександрович(05.02.1956-09.06.2022)
Доктор філологічних наук, професор, академік Академії наук вищої освіти України.
Науковець, викладач та перекладач Юрій Олександрович Шепель ґрунтовно досліджував сферу мовної міжкультурної комунікації. У колі наукових інтересів — дериватологія, когнітивна лінгвістика та лінгвокультурологія, лексико-стилістичні питання перекладу творів різних жанрів, соціолінгвістичні питання перекладу. Народився 5 лютого 1956 р. у м. Дніпродзержинськ (нині — Кам’янське). У 1981 р. закінчив із відзнакою Дніпропетровський державний університет за спеціальністю «Філолог», за фахом — викладач російської мови і літератури. У 1989 р. в Інституті російської мови АН СРСР захистив кандидатську дисертацію «Зіставне дослідження словотвірних рядів прикметників російської та української мови». У 2009 р. в Інституті мовознавства імені О.О. Потебні НАН України — докторську дисертацію «Словотвірний ряд у системній організації російської ад’єктивної лексики».
Працював у Слов’янському державному педагогічному інституті, потім — завідувачем навчальної частини у школах Дніпродзержинська. Тривалий час викладав у Дніпродзержинському державному технічному університеті, обіймав посади завідувача кафедри іноземних мов та перекладу, кафедр української мови та перекладу зі слов’янських мов, перекладу, іноземних мов. У 1997–1999 р. — завідувач кафедри гуманітарних дисциплін Дніпропетровського юридичного інституту. З 2012 р. Ю.О. Шепель працював у Дніпровському національному університеті імені Олеся Гончара. Впродовж 2013–2015 рр. очолював кафедру перекладу та лінгвістичної підготовки іноземців, на цей час — професор цієї кафедри. Водночас обіймав посаду провідного наукового співробітника і наукового керівника Науково-дослідної лабораторії українського фольклору, говору та літератури Нижньої Наддніпрянщини факультету української та іноземної філології й мистецтвознавства ДНУ імені Олеся Гончара. Автор понад 600 наукових праць, серед них 25 наукових монографій, зокрема: «Питання соціолінгвістичного варіювання» (2002), «Общая и английская фразеология» (2003), «Словообразовательный ряд в системе словообразования» (2006), «Системні відношення в лексиці та словотворі української мови» (2009), «Міжгалузева термінологічна омонімія у сучасній англійській мові» (2010), «Основи літературного редагування і стилістика» (2013), «Методика викладання іноземної мови: навчально-методичний комплекс (теоретичний курс, практичні та семінарські заняття, тести)» (2017). Ю.О. Шепель був незмінним головою Дніпропетровського обласного конкурсу «Вчитель року» в номінаціях «Зарубіжна література», постійний експерт обласної олімпіади школярів . З 1993 р. Юрій Олександрович був членом методичної ради Дніпровського обласного інституту післядипломної освіти, спеціалізованої ради із захисту кандидатських дисертацій. Головний редактор наукової збірки «Лінгвістика. Лінгвокультурологія», член редколегії журналу «Молодий вчений», підтримував тісну співпрацю з колегами зарубіжних країн. За досягнення на педагогічній та науковій ниві нагороджений знаком «Відмінник освіти України», медаллю «The World Medal of Freedom» Американського Біографічного Інституту (2006).
Yurii O. Shepel
DSc (Philology), Prof., Academician of the Higher Education Academy of Sciences of Ukraine.
Professor of the Department of Translation and Linguistic Training of Foreigners, the Oles Honchar Dnipro National University. Fields of research: verbal communication theory, cognitive linguistics and linguistic culturology, lexical and stylistic issues of the translation of various genre works, sociolinguistic issues of translation.

## Ю
- Ющук Іван Пилипович (1933) — український мовознавець, літературознавець, перекладач, громадський діяч, професор.